# 6 iulie
ianuarie • februarie • martie  • aprilie  • mai  • iunie  • iulie  • august  • septembrie  • octombrie  • noiembrie  • decembrie
6 iulie este a 187-a zi a calendarului gregorian și a 188-a zi în anii bisecți. Mai sunt 178 de zile până la sfârșitul anului.

## Evenimente

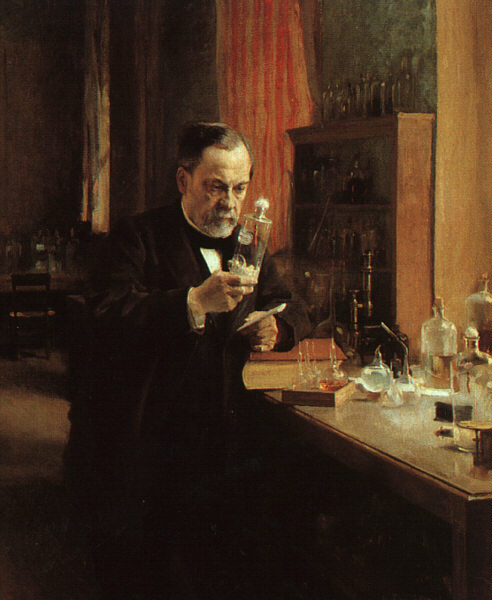
1885: Savantul francez Louis Pasteur a folosit pentru prima dată vaccinul antirabic. Pacientul este Joseph Meister, un băiat care a fost mușcat de un câine turbat.

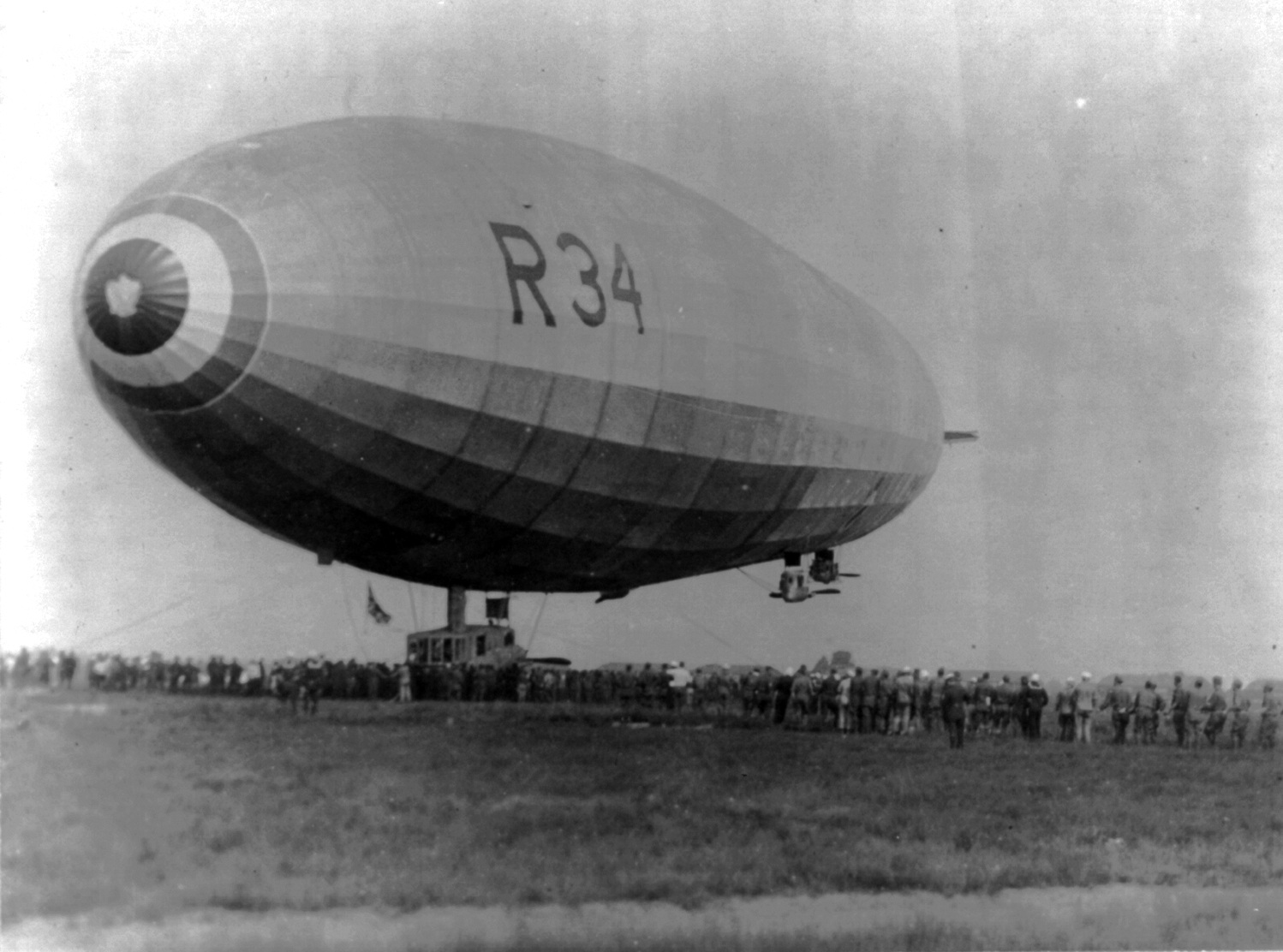
1919: Dirijabilul englezesc R34 aterizează la New York, după o călătorie ce a durat 108 ore. A fost prima traversare a Oceanului Atlantic de către un astfel de aparat de zbor. În fotografie R34 la Mineola.

- 371 î.Hr.: Bătălia de la Leuctra spulberă reputația de invincibilitate militară a Spartei.[1]
- 1189: Richard I "Inimă de Leu" devine rege al Angliei.
- 1348: Bula papală a Papei Clement al VI-lea protejează evreii acuzați de a fi cauzat Moartea Neagră.
- 1413: Prima mențiune documentară a Episcopiei Rădăuților.
- 1415: A fost ars pe rug reformatorul religios ceh Jan Hus (condamnat ca eretic); erou național al poporului ceh; creator al limbii literare cehe („De orthographia boemica") (n.~1369).
- 1483: Richard III este încoronat rege al Angliei.
- 1535: Sir Thomas More este executat pentru trădare împotriva regelui Henric al VIII-lea al Angliei, după refuzul său de a-l recunoaște pe rege drept cap al Bisericii Angliei.
- 1600: Mihai Viteazul se intitulează într-un hrisov „domn al țării Românești și Ardealului și a toată țara Moldovei", confirmând, documentar, prima unire politică a celor trei țări române (unirea efectivă fusese realizată la sfârșitul lunii mai 1600).
- 1785: Dolarul american este ales în unanimitate ca monedă pentru Statele Unite ale Americii. Este prima dată când un stat adoptă un sistem de monedă zecimal.
- 1885: Savantul francez Louis Pasteur a folosit pentru prima dată vaccinul antirabic. Pacientul este Joseph Meister, un băiat care a fost mușcat de un câine turbat.
- 1908: Robert Peary începe expediția sa la Polul Nord.
- 1917: Primul război mondial: Trupele arabe conduse de Lawrence al Arabiei și Auda ibu Tayi captureză orașul Aqaba.
- 1919: Dirijabilul englezesc R34 aterizează la New York, după o călătorie ce a durat 108 ore. A fost prima traversare a Oceanului Atlantic de către un astfel de aparat de zbor.
- 1942: Anne Frank și familia ei se ascund în „Anexa secretă” de deasupra biroului tatălui ei, într-un depozit din Amsterdam.
- 1944: Incendiul circului din Hartford, unul dintre cele mai grave dezastre de incendiu din America, a ucis aproximativ 168 de oameni și a rănit peste 700 în Hartford, Connecticut.[2]
- 1947: Primul avion Dassault MD 315 Flamant a zburat cu succes.
- 1957: Jucătoarea americană de tenis, Althea Gibson a devenit prima sportivă de culoare care a câștigat Wimbledon-ul la simplu feminin.[3]
- 1964: Premiera primului film Beatles A Hard Day's Night.
- 1975: Comore își declară independența față de Franța.
- 1995: Abolirea pedepsei cu moartea în Africa de Sud.
- 2000: Cele două camere ale Parlamentului federal al Serbia și Muntenegru au adoptat, în ședințe separate, trei amendamente la Constituție, care modifică sistemul de alegere a președintelui țării și diminuează rolul Muntenegrului în cadrul sistemului legislativ de la Belgrad.
- 2012: Traian Băsescu a fost suspendat din funcția de președinte al României de parlamentarii din cadrul celor două camere reunite ale Parlamentului cu 256 voturi pentru. În urma prezenței la referendum a 46,24% din populația cu drept de vot, rezultatul a fost invalidat deoarece nu a întrunit cvorumul necesar.

## Nașteri
- 1629: Louis Licherie, pictor francez (d. 1687)
- 1686: Antoine de Jussieu, naturalist francez (d. 1758)
- 1782: Maria Louisa a Spaniei, Ducesă de Lucca (d. 1824)
- 1789: María Isabella a Spaniei (d. 1846)
- 1796: Țarul Nicolae I al Rusiei (d. 1855)
- 1832: Maximilian I al Mexicului (d. 1867)
- 1859: Verner von Heidenstam, poet și prozator suedez, laureat al Premiului Nobel (d. 1940)

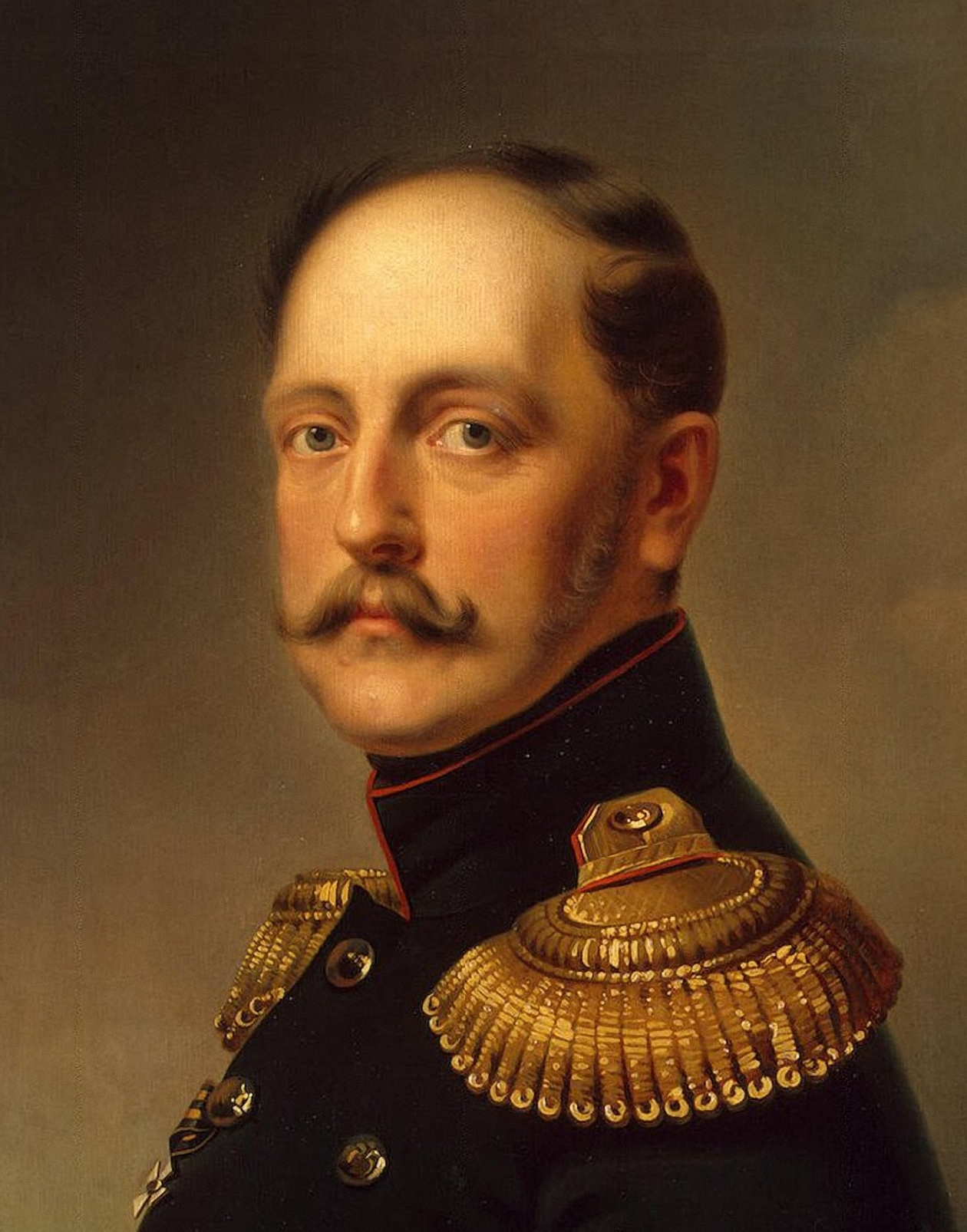
Țarul Nicolae I al Rusiei
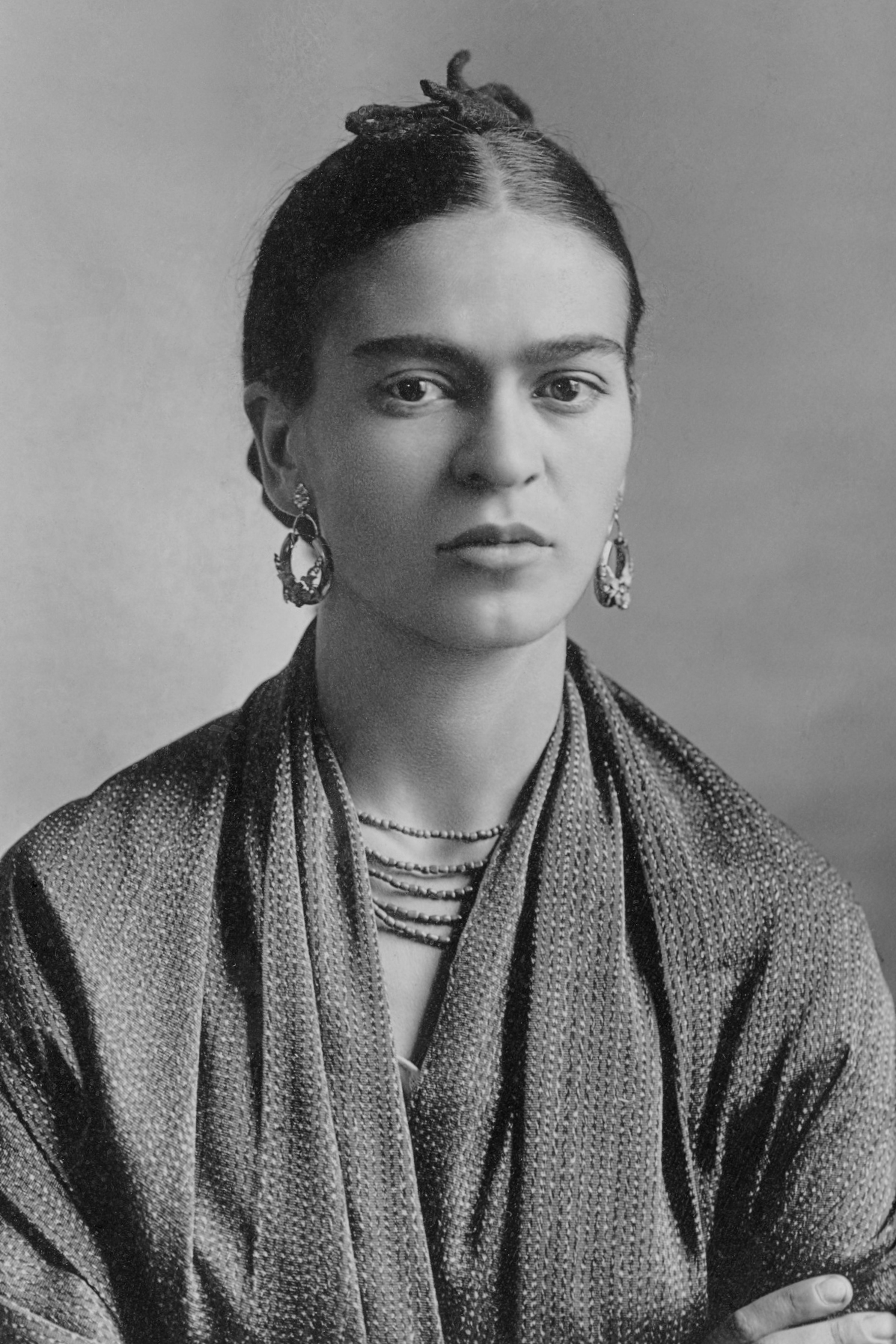
Frida Kahlo, pictoriță mexicană
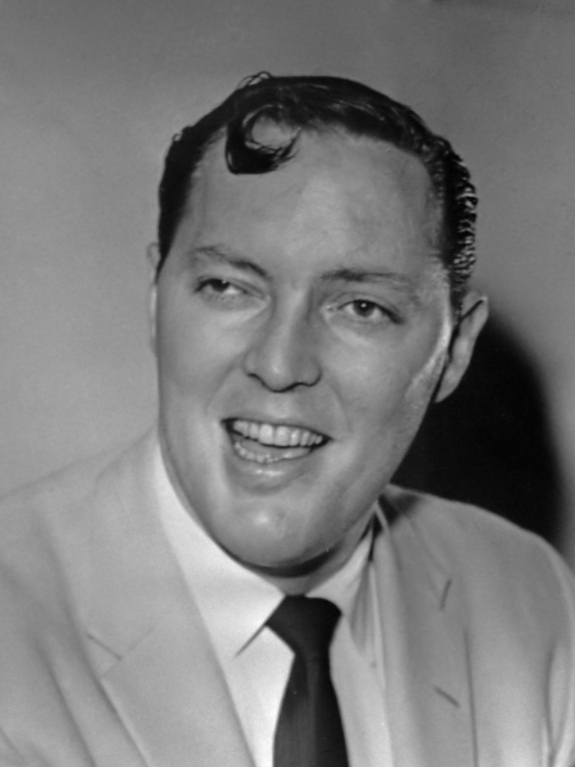
Bill Haley, cântăreț american

- 1868: Prințesa Victoria Alexandra a Regatului Unit (d. 1935)
- 1878: Eino Leino, poet finlandez (d. 1926)
- 1880: Lucienne Bisson, artistă franceză (d. 1939)
- 1886: Marc Bloch, istoric francez (d. 1944)
- 1890: Joseph Schubert, episcop romano-catolic de București, deținut politic (d. 1969)
- 1896: Jean Mihail (Jean Mihailovici), regizor român de film (d. 1963)
- 1905: Suzanne Spaak, membră a Rezistenței, dreaptă între popoare (d. 1944)
- 1907: Frida Kahlo, pictoriță mexicană (d. 1954)
- 1920: Gleb Drăgan, inginer român (d. 2014)
- 1920: Dragoș Vicol, scriitor român (d. 1981)
- 1923: Constantin Bălăceanu-Stolnici, medic și politician român, membru de onoare al Academiei Române (d. 2023)
- 1925: Bill Haley, cântăreț, compozitor, actor, textier, dirijor și chitarist american  (d. 1981)
- 1928: Angela Chiuaru, actriță română (d. 2012)
- 1929: Hélène Carrère d'Encausse, istorică franceză (d. 2023)
- 1931: Antonella Lualdi, actriță italiană de film (d. 2023)
- 1935: Tenzin Gyatso, al 14-lea Dalai Lama, exilat în India din 1959, laureat al Premiului Nobel
- 1936: Niculae Spiroiu, general român, ministru al Apărării (d. 2022)
- 1937: Vladimir Așkenazi, dirijor și pianist virtuoz rus
- 1937: Ned Beatty, actor american de film (d. 2021)
- 1938: John Purvis, om politic scoțian (d. 2022)
- 1940: Nursultan Nazarbayev, politician kazah, primul președinte al Kazakhstanului
- 1943: Dorin Anastasiu, cântăreț român de muzică ușoară (d. 2021)
- 1944: George Alboiu, poet român (d. 2023)

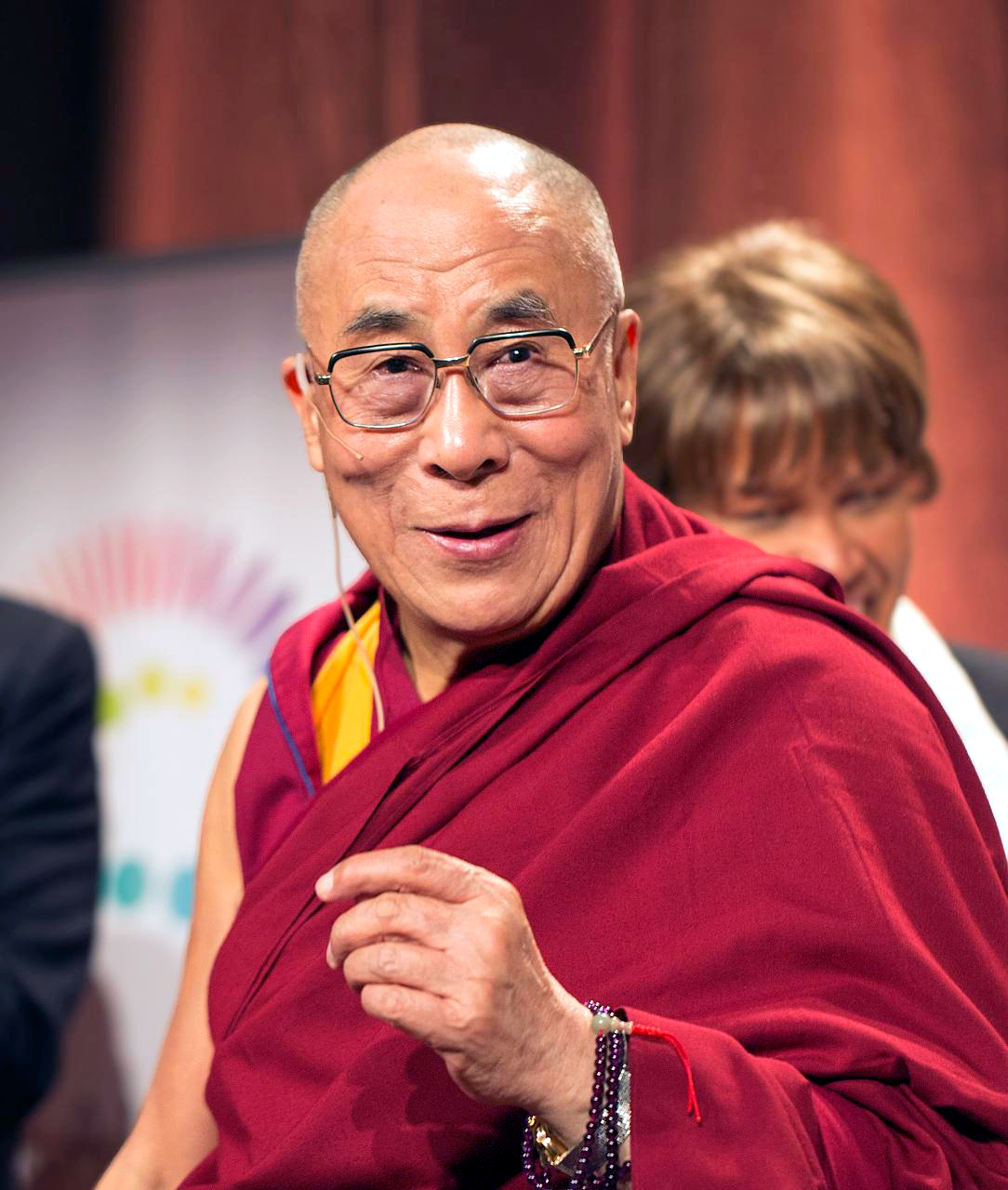
Tenzin Gyatso, al 14-lea Dalai Lama, laureat Nobel
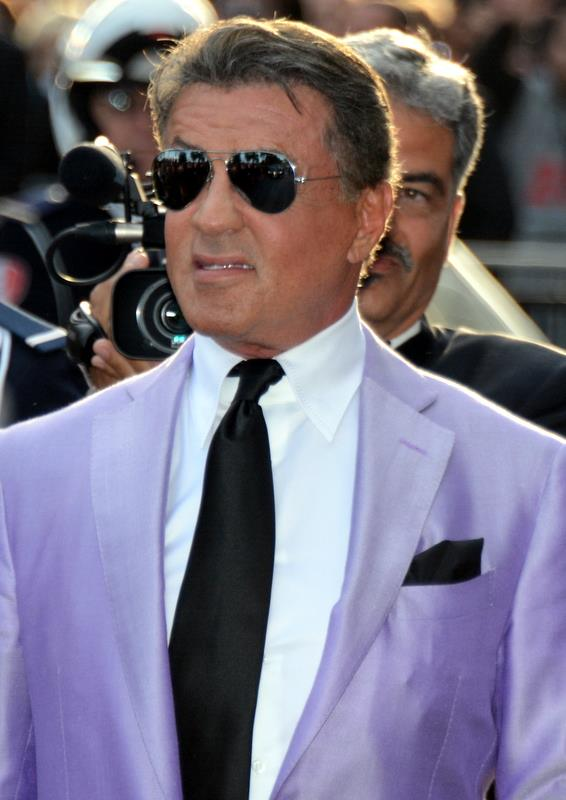
Sylvester Stallone, actor american
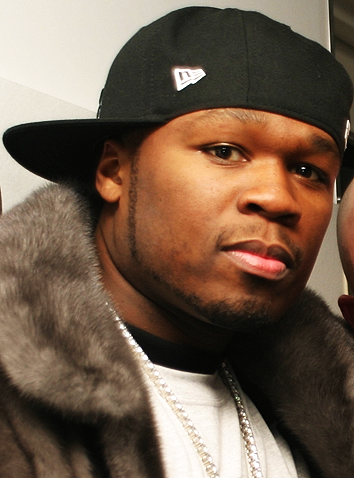
50 Cent, rapper american

- 1946: George W. Bush, al 43-lea președinte al Statelor Unite ale Americii
- 1946: Peter Singer, filosof australian
- 1946: Sylvester Stallone, actor, regizor, scenarist american
- 1951: Adrian Iorgulescu, compozitor român
- 1953: Iusein Ibram, politician român de etnie turcă, reprezentant al acestei minorități în Parlamentul României (d. 2025)
- 1953: Ion Barbu, caricaturist român
- 1958: Duško Marković, politician muntenegrean, prim-ministru al Muntenegrului în perioada 2016-2020
- 1969: Rareș Șerban Mănescu, politician român
- 1970: Demonaz Doom Occulta, muzician norvegian
- 1975: 50 Cent, rapper american
- 1980: Eva Green, actriță franceză
- 1982: Ionuț Rada, fotbalist român
- 1985: Maria Arredondo, cântăreață, compozitoare și textieră norvegiană

## Decese
- 1189: Regele Henric al II-lea al Angliei (n. 1133)
- 1249: Regele Alexandru al II-lea al Scoției (n. 1198)
- 1415: Jan Hus, teolog ceh (n. 1369)
- 1476: Regiomontanus, astronom german (n. 1436)
- 1533: Ludovico Ariosto, poet italian (n. 1474)
- 1535: Thomas Morus, umanist și politician englez, sfânt în bisericile catolică și anglicană (n. 1478)
- 1553: Regele Eduard al VI-lea al Angliei (n. 1537)

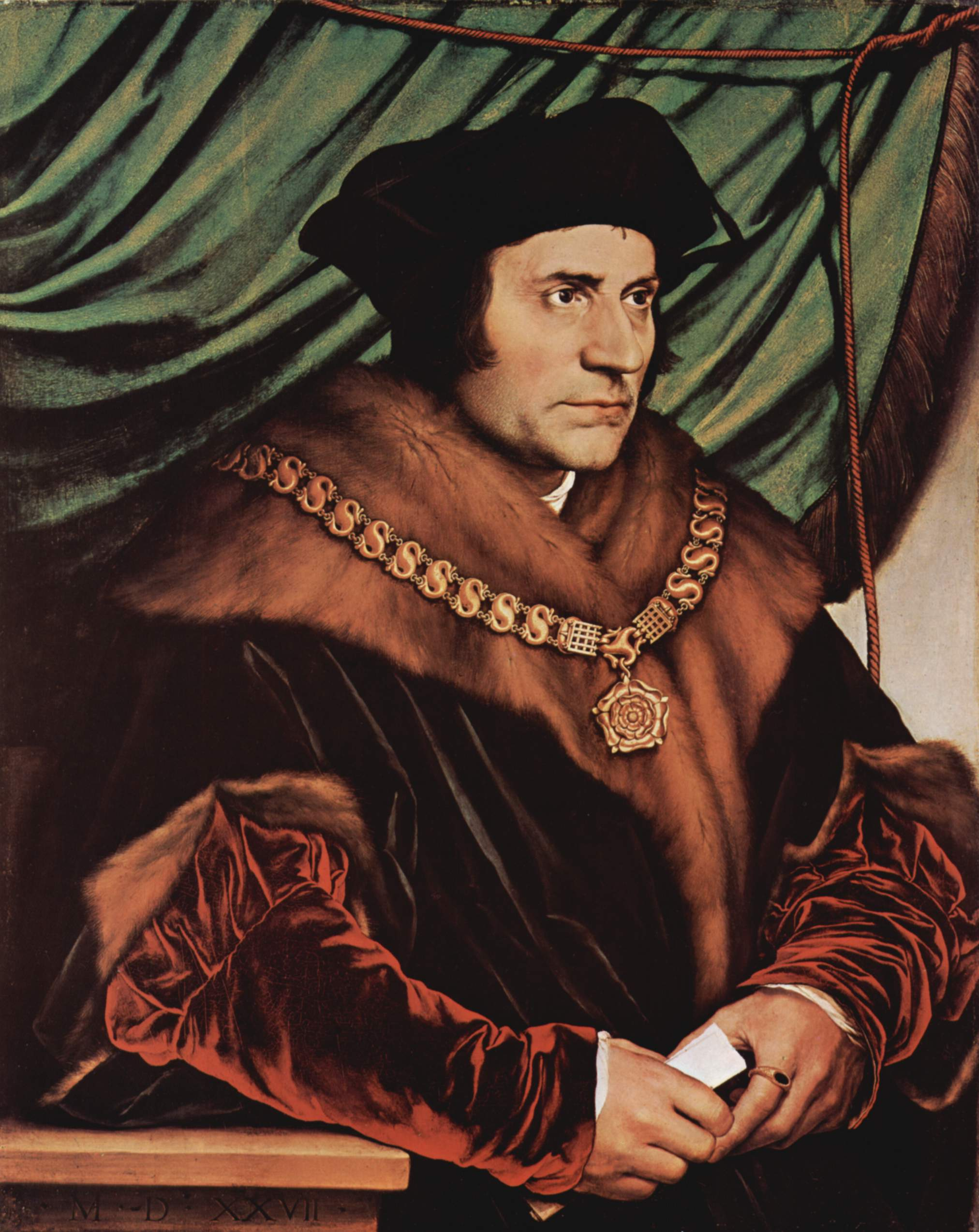
Thomas Morus, umanist și politician englez
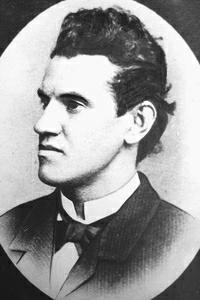
Ciprian Porumbescu, compozitor și dirijor român
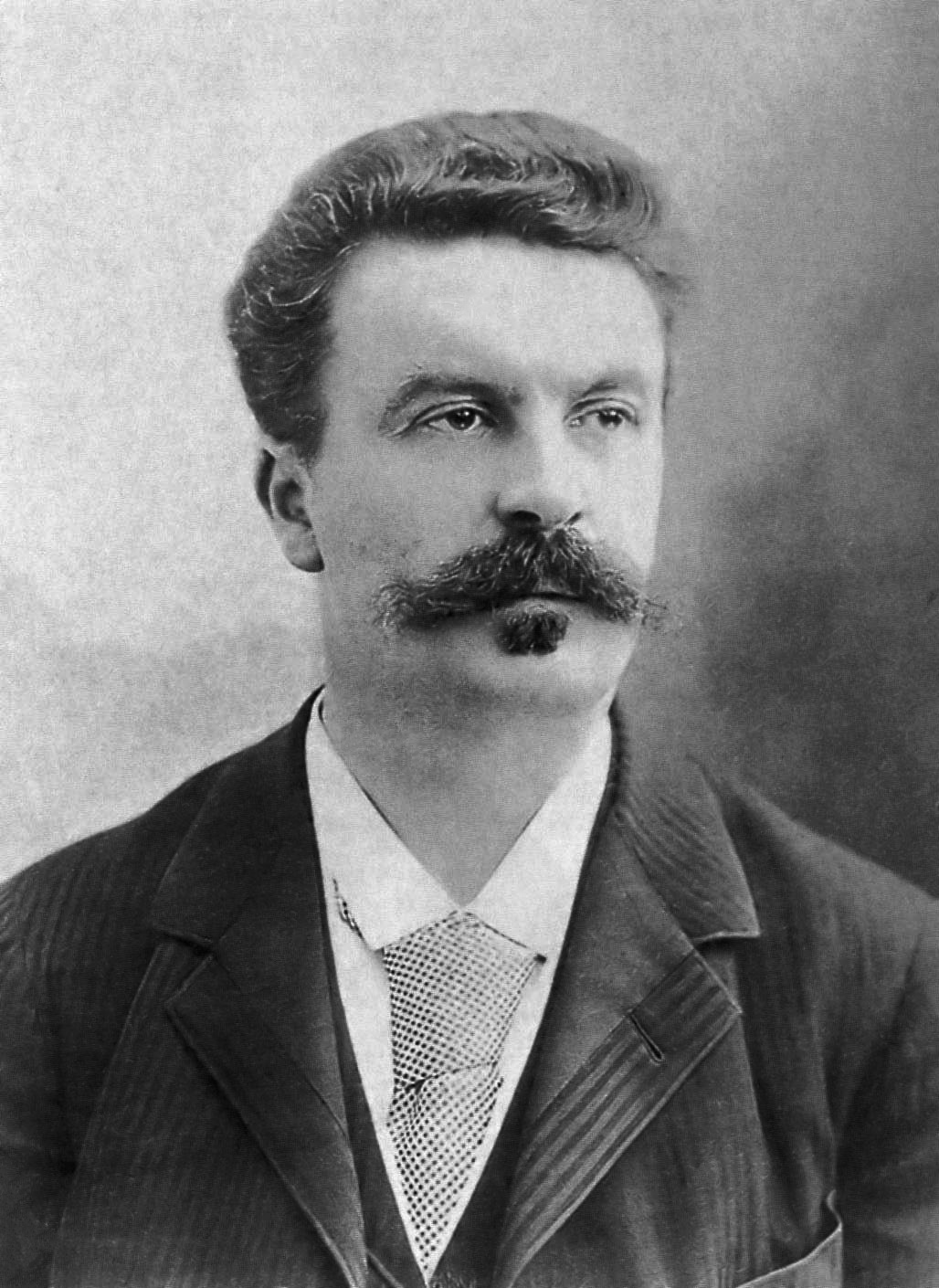
Guy de Maupassant, scriitor francez

- 1762: Țarul Petru al III-lea al Rusiei (n. 1728)
- 1854: Georg Simon Ohm, fizician german (n. 1789)
- 1893: Guy de Maupassant, scriitor francez (n. 1850)
- 1914: Delmira Agustini, scriitoare uruguayană (n. 1886)
- 1916: Odilon Redon, pictor simbolist și litograf francez (n. 1840)
- 1924: Ricardo Urgell Carreras, pictor spaniol (n. 1873)
- 1958: Luigi Musso, pilot italian (n. 1924)
- 1961: Cuno Amiet, artist elvețian (n. 1868)
- 1962: William Faulkner, scriitor american (n. 1897)
- 1962: Arhiducele Joseph August de Austria, mareșal austriac (n. 1872)
- 1964: Ion Vinea, scriitor român (n.  1895)
- 1971: Louis Armstrong, muzician american de jazz (n. 1901)
- 1979: George Lesnea, poet și traducător român (n. 1902)
- 2000: Władysław Szpilman, pianist, compozitor, autor polonez (n. 1911)
- 2002: John Frankenheimer, regizor american  (n. 1930)

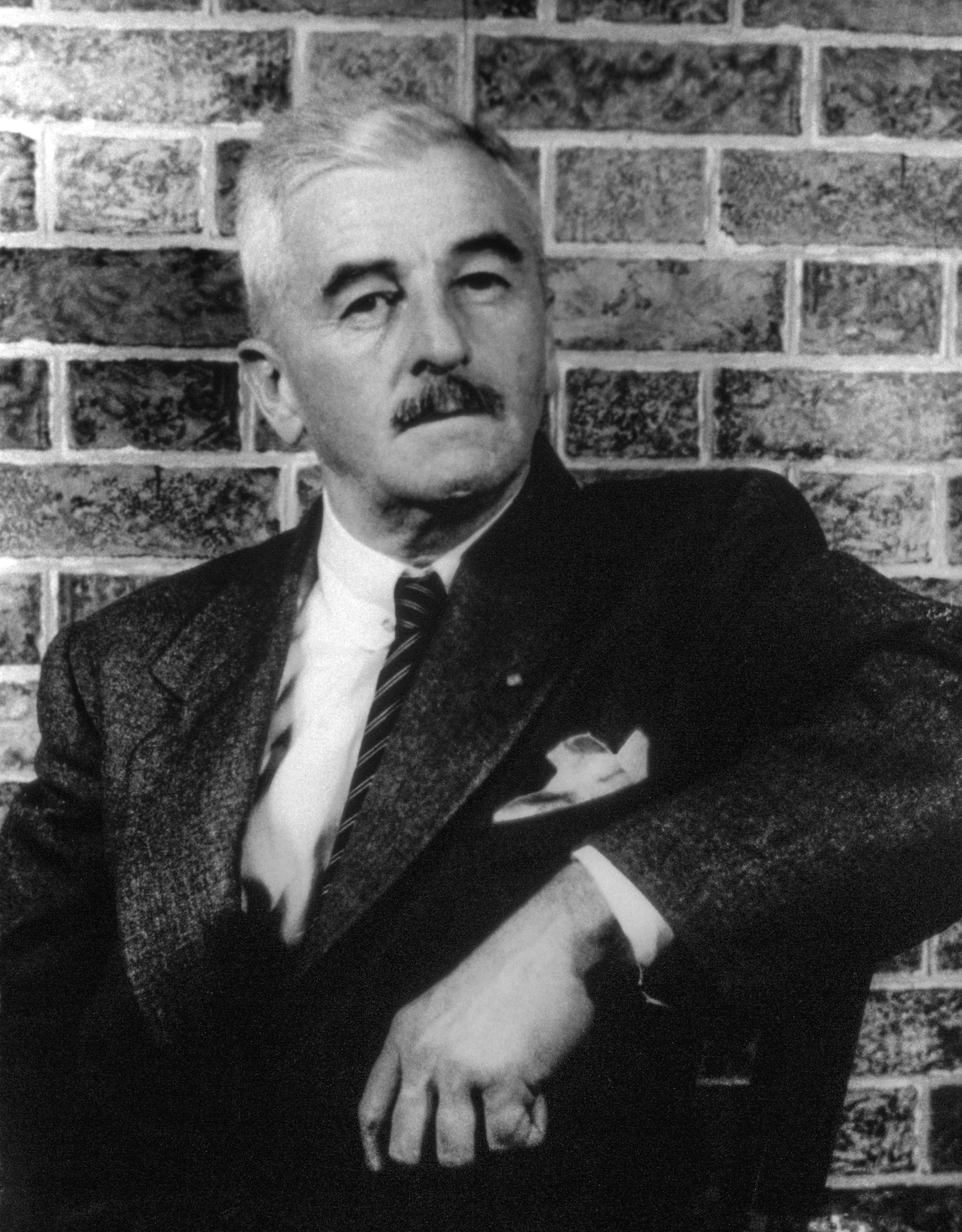
William Faulkner, scriitor american
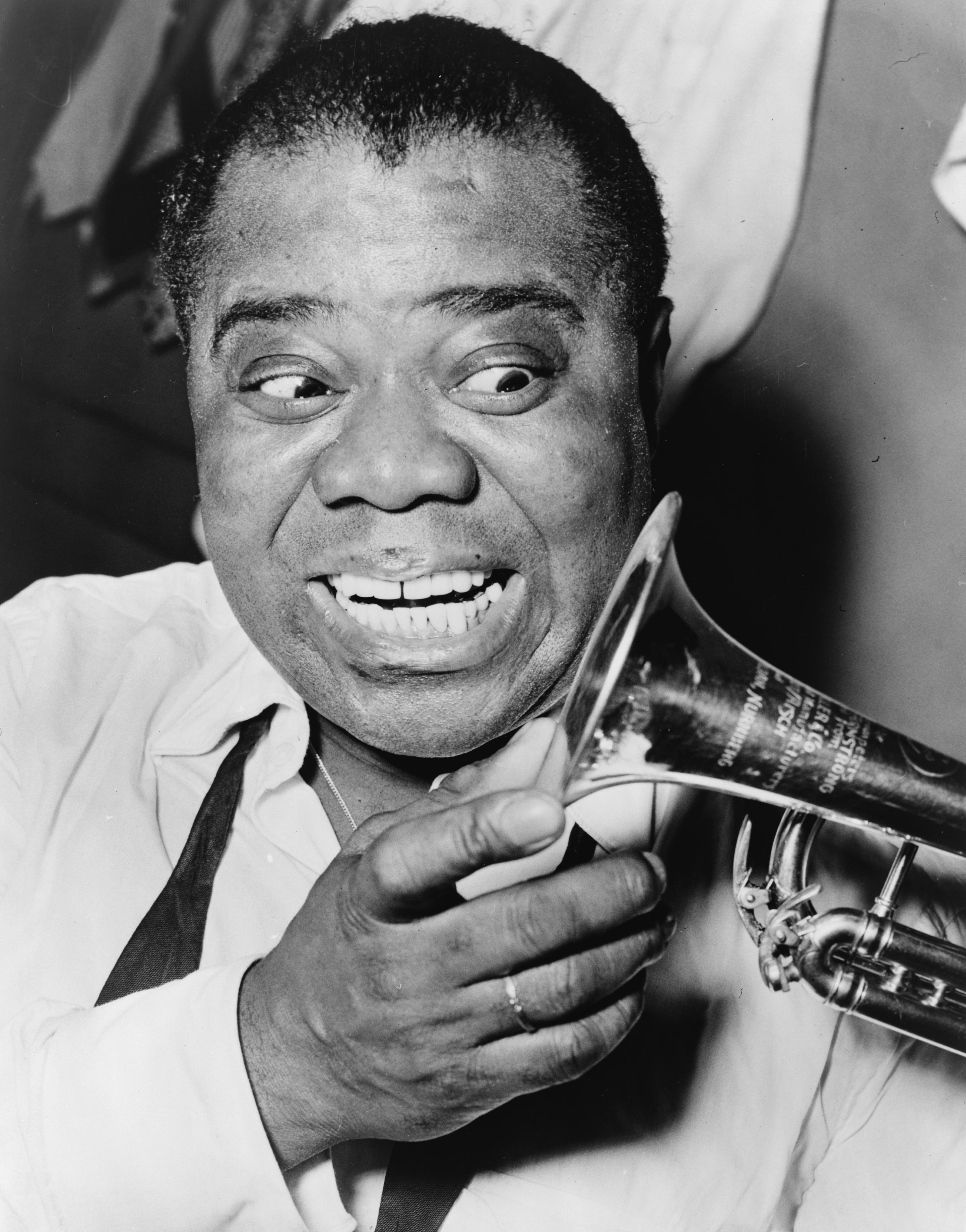
Louis Armstrong, muzician american de jazz
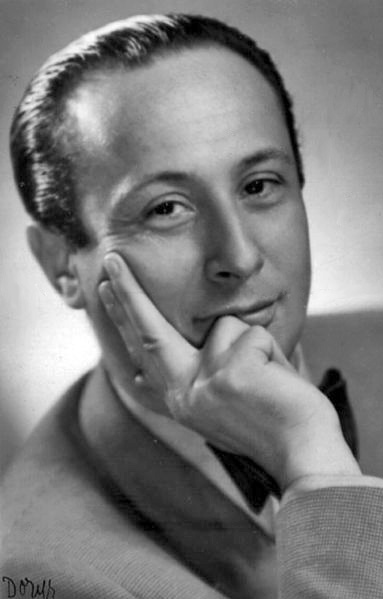
Władysław Szpilman, pianist polonez

- 2004: Thomas Klestil, politician austriac (n. 1932)
- 2005: Claude Simon, scriitor francez, laureat Nobel (n. 1913)
- 2008: Laurențiu Moldovan, pilot român de raliuri (n. 1933)
- 2009: Robert McNamara, om de afaceri și politician american (n. 1916)
- 2009: Vasili Aksionov, scriitor rus (n. 1932)
- 2018: Marina Procopie, actriță română (n. 1959)
- 2019: Toma George Maiorescu, scriitor, eseist, profesor, om politic și poet român de origine evreiască (n. 1928)
- 2019: João Gilberto, chitarist, cântăreț, compozitor brazilian (n. 1931)
- 2019: Cameron Boyce, actor american (n. 1999)
- 2020: Ennio Morricone, compozitor de film italian (n. 1928)
- 2022: James Caan, actor american (n. 1940)

## Sărbători
- Sărbători religioase
  - Sf. Sisoe cel Mare (calendar ortodox)
  - Sf. Sfânta Muceniță Lucia (calendar ortodox)
  - Sf. Arhip și Filimon (calendar ortodox)
  - Jan Hus (calendar evanghelic)
  - Sf. Thomas Morus (calendar anglican)
  - Sf. Isaia (calendar armean)
- Sărbători naționale
  - Republica Moldova: Ziua victimelor stalinismului
  - Republica Malawi: Independența față de Marea Britanie (1964)
  - Comore: Independența față de Franța (1975)
- Sărbători internaționale
  - Ziua internațională a sărutului